# جوان آباد (مقاطعة دورة)
جوان‌آباد (بالفارسية: جوان‌آباد) هي قرية تقع في قسم ويسيان الريفي (مقاطعة دورة) في إيران. يقدر عدد سكانها بـ 184 نسمة بحسب إحصاء 2016.